# متلازمة المنحبس
متلازمة المُنْحَبِس (بالإنجليزية: Locked-in syndrome) هي الحالة المرضية التي يكون فيها المريض في حالة استيقاظ وَوَعي ولكنه غير قادر على التواصل الشفهي مع الآخرين بسبب كونه في حالة شلل كامل لكل عضلاته الإرادية عدا عضلات العينين. ومتلازمة المنحبس التامة هي حالة أشد يفقد فيها المريض حتى قدرة التحكم بالعينين. مُتلازِمة المُنحَبِس الكليّة نسخة من متلازمة المنحبس ولكنّها تتضمّن انشلال عضلات العين أيضًا قام كلٌ من Fred Plum وJerome Posner باستخدامِ هذا المصطلح لهذه الحالة أول مرّة عام 1966.
هناك أيضًا تسميات أخرى لهذه الحالة مثل cerebromedullospinal disconnection,, ،de-efferented state psedocoma,، ventral pontine syndrome.

## المظهر السريري
متلازمة المنحبس تُنتِج عادةً الّشلل الّرباعي وعدم القدرة على الكلام بشخصٍ واعٍ وقُدُراتِه العقليّة سليمة. المصابون بمتلازمة المنحبس قد يكونوا قادرين على التواصُل مع الآخرين من خلال رسائِل مشفًرة مثل رمش العين، أو تحريكه بطريقةٍ معيًنة، حيثُ أنّ عضلات العين عادةً لا تتأثّر بالشلّل في معظم الحالات.
أعراض مُتلازمة المنحبس مُشابِهة لأعراض شلل النوم ((sleep paralysis، المصابون بمتلازمة المنحبس يكونون في حالة استيقاظ ووعي تام لِما حولهم، من دون أن يفقدوا أي شيء من قدراتهم العقلية الطبيعية، وفي بعض الحالات قد يحتفظون أيضاً بقدرتهم على الإحساس في جميع أنحاء الجسم، واستقبال الحس العميق(proprioception)، وبعض المرضى قد يكونون أيضاً قادرين على تحريك بعض عضلات الوجه، بالإضافة إلى معظم أو كل العضلات الخارجية المتحكّمة في حركة العين. المصابون بمتلازمة المنحبس يكونون فاقدين القدرة على الّتنسيق بين الّتنفس وإصدار الأصوات This restricts them from producing voluntary sounds, though the أحبال صوتية are not paralysed.، مما يجعلهم غير قادرين على إصدار الأصوات اللاإرادية، بالرغم من أن الحبال الصّوتية عندهم لا تكون مصابة بالشلل. This restricts them from producing voluntary sounds, though the أحبال صوتية are not paralysed.

## المسببات
على العكس من الحالة الإنباتية المستديمة(persistent vegetative state)التي تكون فيها الأجزاء العلوية من الدماغ متضررة والأجزاء السفلية سليمة، فإن في حالة متلازمة المنحبس يحدث العكس، حيث أن الضرر يحدث لمناطق محددة فقط من الجزء السفلي من الدماغ وجذع الدماغ، من دون حدوث أضرار للجزء العلوي من الدماغ (المسؤول عن الإدراك والوعي).

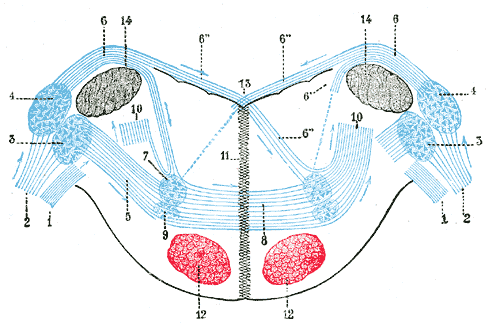
في الاطفال أكثر الاسباب شيوعا هو جلطة دماغية في ventral pons

المسبّبات المحتملة لمتلازمة المنحبس تتضمّن ما يلي:
- بعض حالات اللسع من الأفاعي الّسامة، وخصوصا من لسعة أفعى الكريت السامة Krait، وبعض السموم العصبية الأخرى، حيث أن هذه السموم في العادة تكون غير قادرة على اختراق الحاجز بين الدم والدماغ (blood-brain barrier)، فلا تستطيع الوصول إلى الدماغ نفسه، مما ينتج لنا هذه الحالة.
- مرض التصلب الجانبي الضموري(Amyotrophic lateral sclerosis).
- السّكتات الّدماغية التي تُصيب جذع الدّماغ.
- بعض أمراض جهاز دوران الدم.
- الجرعات الزّائدة لبعض الأدوية.
- حالات الضّرر للألياف العصبيّة، وخصوصا تلك الّناتِجة عن تدمير طبقة المايلين العازلة(myelin sheath)، نتيجة لمرض ما أو عند التّصحيح السّريع لحالة انخفاض تركيز الصّوديوم في الدم((hypernatremia نتيجة لخطأ طبّي عندما يتم رفع تركيز الصّوديوم بمعدل أكثر من (1 mEq للتر في السّاعة)، مما ينتج حالة تعرف ب(central pontine myelenosis) ناتجة عن فقدان طبقة الميالين في الألياف العصبية المارّة بجذع الدّماغ، مما قد ينتج حالة المنحبس.
- مرض التصلٌب اللويحي(Multiple Sclerosis)
- السّكتات الدّماغية أو النّزيف الّدماغي، عادة من الشريان القاعدي(basilar artery)
- بعض حالات ضرر الّدماغ الناتج عن الحوادث

## التشخيص
الّتسمم بمادة الكورار ((Curare يُنتِج حالة مُشابِهة لمتلازمة المنحبس من خلال الّتسبب بشلّ جميع العضلات الإرادية في الجسم. وحتى عضلات الّتنفس تتعرض للشلل في هذه الحالة، ولكن يمكن المحافظة على حياة الّضحيّة من خلال الّتنفس الّصناعي، مثل الّتنفس من الفم إلى الفم.
في دراسة شملت 29 جندياً متطوعاً، تمّ تعريض المتطوعين للشلل بمادّة الكورار ((curare، وتمّ وضعهم على أجهزة الّتنفس الّصناعي بحيث تبقى درجة إشباع الأكسجين في الّدم دائماً فوق 85% حتى لا يحدث هناك أي تغييرات في الوعي،. ومن ثم يستعيد المتطوعون القدرة على الّتنفس الّطبيعي بعد انتهاء مدّة عمل مادّة الكورار(curare) والتي تدوم عادة بين 30 دقيقة إلى 8 ساعات، حسب نوع الّسم والجرعة التي تعرّض لها المصاب.

## العلاج
لا يوجد حتى الآن طريقة لعلاج أو شفاء لمتلازمة المنحبس.
بعض الّتقنيات التي تقوم على الّتحفيز الكهربائي لردود الفعل العصبية في العضلات((NMES قد تساعد بعض المرضى على استعادة بعض الوظائف في بعض العضلات، الوسائل العلاجية الأخرى عادةً قائمة على تخفيف الأعراض فقط..، هنالك أيضاً بعض الّتقنيات التي تستعمل حواسيب وبرمجيات معيّنة مثل((Dasher، مستفيدةً من تعقٌب حركات العين في المرضى، لمساعدتهم على الّتواصل مع الأخرين.

## مآل المرض
فقط في حالات نادرة جدّاً قد يستعيد بعض المرضى بعض من الوظائف العضلية، في معظم حالات متلازمة المنحبس لا يستعيد المصاب القدرة على التحكم الإرادي في العضلات أبداً، ولكن هنالك أجهزة متاحة قد تساعد هؤلاء المرضى على التواصل. عادةً خلال الأشهر الأربعة الأولى من الإصابة بهذه المتلازمة، 90% من المصابين يموتون، ولكن بعض المصابين قد يتمكَنون من العيش لمدّة أطول. >
وهنالك أيضاً حالات استثنائيّة جدّاً يمكن فيها أن يتعافى المريض بشكل تام وتلقائي من هذه الحالة مثل حالة مريضيّن يدّعيان Kerry Pink، وKate Allatt,

## الأبحاث العلمية
هنالك بعض الّتقنيات الجديدة القائمة على الّتواصل المباشر بين الّدماغ والحاسوب، قد تشكّل مستقبل العلاج لهذه الحالات.
في عام 2002، تمكّن العلماء من خلال أحد هذه الّتقنيات من تمكين مريض مصاب بمتلازمة المنحبس الّتام أن يجيب على اسئلة من خلال نعم أو لا.
بعض العلماء أيضاً قاموا بتطوير تقنيّة يعتقدون أنّها قادرة على جعل المصاب بمتلازمة المنحبس أن يتواصل من خلال تنشُق الهواء.